# Hanging On by a Thread
Hanging On by a Thread — второй студийный альбом американской рок-группы The Letter Black (и первый, изданный после смены названия группы). Альбом вышел в свет 4 мая 2010.

## Список композиций
В альбом вошли треки «Moving On», «Hanging On by a Thread», и «Best of Me» с их предыдущего релиза Breaking the Silence EP.
| №   | Название                 | Длительность |
| --- | ------------------------ | ------------ |
| 1.  | «Fire With Fire»         | 3:05         |
| 2.  | «Invisible»              | 3:20         |
| 3.  | «Hanging On by a Thread» | 3:03         |
| 4.  | «Believe»                | 4:01         |
| 5.  | «There'll Come a Day»    | 3:23         |
| 6.  | «My Disease»             | 2:55         |
| 7.  | «I'm Just Fine»          | 2:50         |
| 8.  | «Best of Me»             | 3:45         |
| 9.  | «All I Want»             | 3:20         |
| 10. | «Moving On»              | 3:39         |
| 11. | «More To This»           | 4:21         |
| 12. | «Care Too Much»          | 3:21         |
| 13. | «Wounded»                | 3:25         |

## Синглы
Сингл «Hanging On by a Thread» издавался осенью 2009 года и занял 10 место в хит-параде сайта Christianrock.net. Второй сингл — «Best of Me» — вошёл в топ 20 чарта Weekend 22. Третий сингл с альбома — «Believe» — вышел в сентябре 2010 года.

## Позиции в чартах
| Чарт              | Лучший результат |
| ----------------- | ---------------- |
| США Billboard 200 | 183              |

Альбом дебютировал на 10 месте чарта Billboard Top Christian Albums chart, став одним из самых успешных альбомов в жанре христианского рока 2010 года.